# Pièce de 2 francs Déclaration universelle des droits de l'homme
Pour les articles homonymes, voir 2 francs.
La deux francs Déclaration universelle des droits de l'homme est une pièce de monnaie commémorative de deux francs français émise en 1998 pour célébrer les cinquante ans de l'adoption par l'ONU de la Déclaration universelle des droits de l'homme et rendre hommage à René Cassin, l'un de ses principaux rédacteurs et prix Nobel de la paix 1968.
Dessiné par l'Atelier des Monnaies et Médailles, l'avers représente un portrait de profil droit de René Cassin, sa signature, l'inscription "Déclaration Universelle des Droits de l'Homme" sur trois lignes et une vue de la façade du palais de Chaillot, lieu où a été signée la Déclaration. Le revers porte en son centre une représentation d'un globe terrestre marquant l'universalité de la Déclaration et sous lequel sont placées deux palmes entrecroisées.
Dérivée du type courant Deux francs Semeuse en nickel, cette monnaie utilise les mêmes flans en nickel pur avec une pureté minimale de 980 millièmes et présente les mêmes caractéristiques physiques avec un diamètre de 26,5 mm et une épaisseur de 1,5 mm pour une masse de 7,5 grammes avec une tolérance de +/- 30 millièmes.

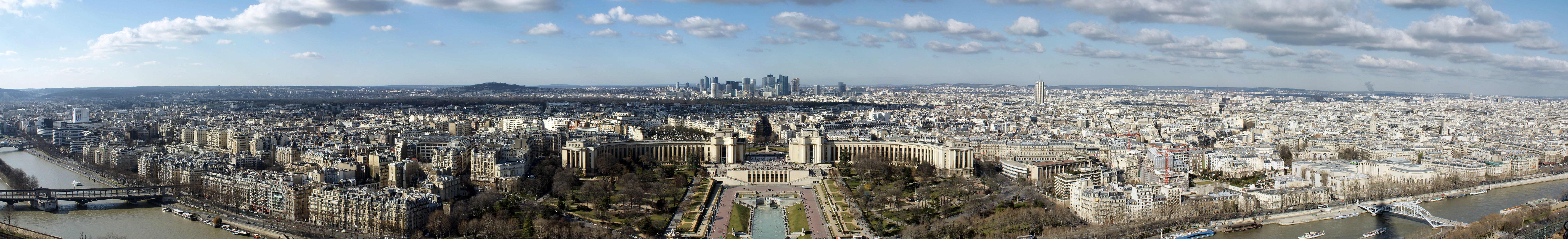
Vue panoramique de Paris en direction de l'ouest avec au centre le palais de Chaillot, lieu où a été signée la Déclaration universelle des droits de l'homme

## Frappes
| millésime | numéro catalogue | tirage    | remarques |
| --------- | ---------------- | --------- | --------- |
| 1998      | F.276/1          |           | essai     |
| 1998      | F.276/2          | 5 000 013 |           |

Selon le Journal Officiel il devait être fabriqué au total 5 000 000 de pièces du type Déclaration universelle des droits de l'homme.

## Sources
- Arrêté du 13 octobre 1998 relatif à la frappe et à la mise en circulation de pièces commémoratives de 2 F d'usage courant, JORF no 246 du 23 octobre 1998, p. 16076, sur Légifrance
- Compagnie Générale de Bourse